# Peter Leimdörfer
Peter Leimdörfer, född 1961, är en svensk nationalekonom och bankman.

## Biografi
Leimdörfer har en examen från 1983 vid Handelshögskolan i Stockholm med specialisering på nationalekonomi. I sina studier fokuserade han på de  mänskliga faktorerna som styr ekonomi, och vilka strukturella  modeller som kunde byggas kring nationalekonomi. Han blev intresserad av modelltänkande och faktorer som styr människors beteenden, och hans examensarbete innefattade att mata in sju års valutakurser i den tidens datorer, och få en utvärdering för köp- och säljstrategier av aktier.
Han anställdes 1983 vid UBS i Genève vilket gav honom möjligheter att vidareutveckla dessa modeller, och efter framgångar inom valutahandeln började han ett år senare arbeta för Citibank i New York. När SEB 1985 startade investmentbanken Enskilda Securities erbjöds han att vara med i ledningsgruppen från starten vilket fick honom att flytta tillbaka till Sverige.
Han utvecklade senare som förste svensk  ränteswappar, vilket kom att bli en stor marknad i Sverige. I slutet av 1980-talet var Leimdörfer, då kopplad till Skandinaviska Enskilda Banken, initiativtagare till det som senare kom att bli svensk handel av optioner.
Leimdörfer har varit engagerad i UNICEF och drev 2009 ett mål i Regeringsrätten som resulterade i möjligheter för privatpersoner som har aktier i icke börsnoterade bolag att skattefritt skänka sin utdelning till välgörande ändamål.
År 2014 blev Leimdörfer VD för Brunswick Real Estate som samordnar en grupp företag – Leimdörfer, Sveafastigheter och Leimdörfer Real Estate Capital (LREC) – som är verksamma inom olika segment av den nordiska fastighetsmarknaden, med kontor i Stockholm, Köpenhamn, Helsingfors och Malmö.

### Familj
Peter Leimdörfer är son till Martin Leimdörfer.